# Pangshura tecta
Espèce
Synonymes
- Emys tectum Gray, 1830
- Emys trigibbosa Lesson 1831
- Pangshura dura Gray 1869
- Pangshura ventricosa Gray 1870
- Kachuga tecta (Gray, 1830)

Statut de conservation UICN

 LC  : Préoccupation mineure
Statut CITES
Pangshura tecta est une espèce de tortues de la famille des Geoemydidae.

## Répartition
Cette espèce se rencontre :
- en Inde dans les États d'Arunachal Pradesh, d'Assam, du Bihar, du Gujarat, du Jammu-et-Cachemire, du Madhya Pradesh, du Meghalaya, du Penjab, du Rajasthan, d'Uttar Pradesh et du Bengale-Occidental ;

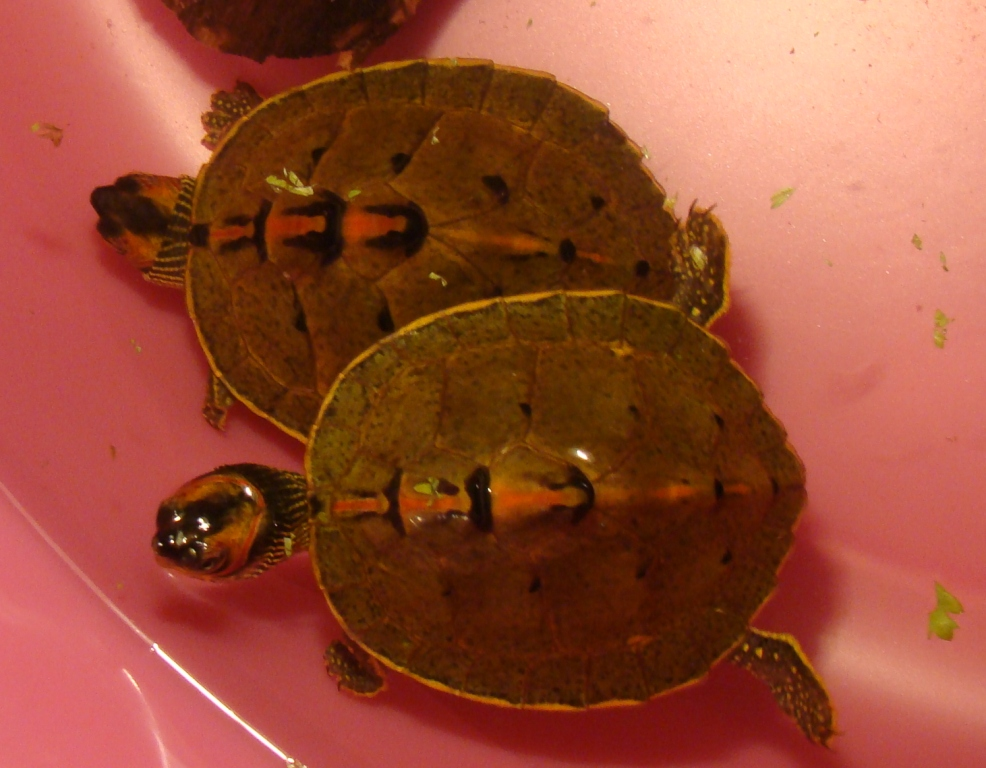

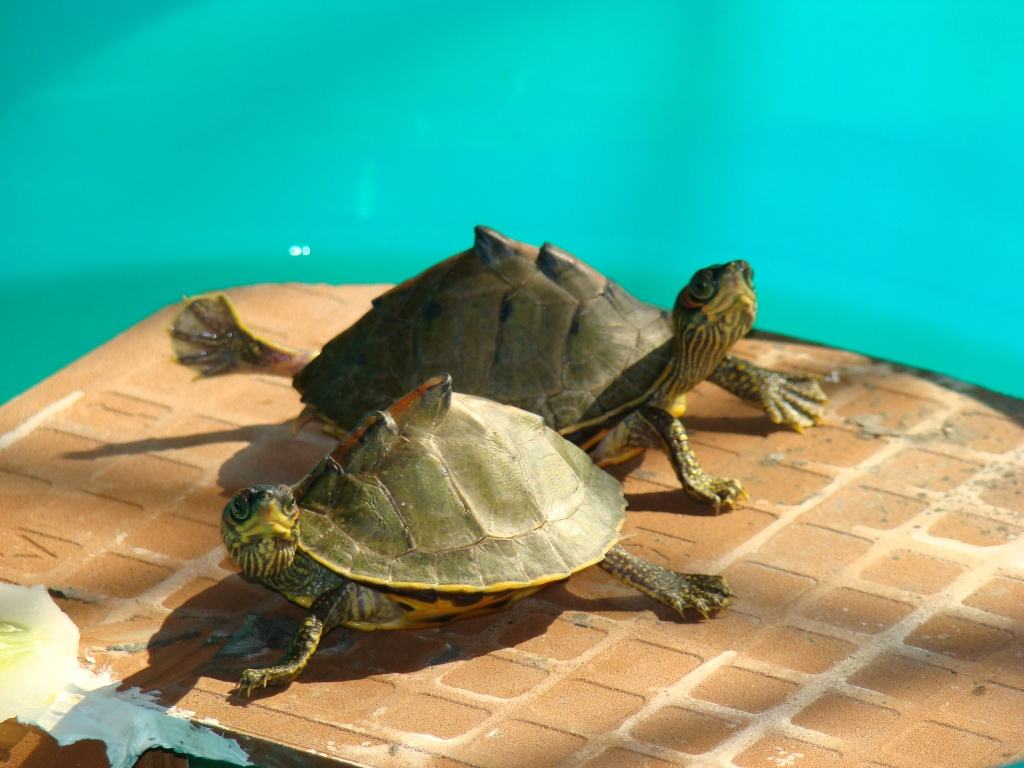

- au Bangladesh ;
- au Pakistan ;
- au Népal.

## Publication originale
- Jerdon, 1870 : Notes on Indian Herpetology. Proceedings of the Asiatic Society of Bengal, vol. 1870, p. 66-85 (texte intégral).